# Вихор, Николай Николаевич
Николай Николаевич Вихор (род. 10 марта 1954, Москва) — советский легкоатлет, специалист по метанию диска. Выступал за сборную СССР по лёгкой атлетике в 1970-х годах, чемпион Универсиады в Софии, бронзовый призёр чемпионата Европы среди юниоров, победитель первенств национального значения, участник летних Олимпийских игр в Монреале. Представлял Москву и Вооружённые силы.

## Биография
Николай Вихор родился 10 марта 1954 года в Москве.
Впервые заявил о себе в лёгкой атлетике на международном уровне в сезоне 1973 года, когда вошёл в состав советской национальной сборной и побывал на юниорском европейском первенстве в Дуйсбурге, откуда привёз награду бронзового достоинства, выигранную в метании диска — уступил здесь только немцу Вольфгангу Шмидту и шведу Кенту Гарденкрансу.
В 1975 году на чемпионате страны в рамках VI летней Спартакиады народов СССР в Москве превзошёл всех соперников в метании диска и завоевал золотую медаль.
На чемпионате СССР 1976 года в Киеве стал серебряным призёром позади Владимира Ляхова. Благодаря череде удачных выступлений удостоился права защищать честь страны на летних Олимпийских играх в Монреале — на предварительном квалификационном этапе показал результат 57,50 метра и в финал не вышел.
После монреальской Олимпиады Вихор ещё в течение некоторого времени находился в составе советской легкоатлетической команды и продолжал принимать участие в крупнейших международных стартах. Так, в 1977 году он одержал победу на чемпионате СССР в Москве и на летней Универсиаде в Софии, стал третьим в личном и командном зачётах на Кубке Европы в Хельсинки. В том же сезоне на соревнованиях в Карл-Маркс-Штадте установил свой личный рекорд в метании диска — 64,92 метра.
Впоследствии оставался действующим спортсменом вплоть до 1981 года, хотя в последнее время уже не показывал сколько-нибудь значимых результатов на международной арене.